# Kunowice
Kunowice (Duits: Kunersdorf) is een dorp in Polen in de gemeente Słubice in het woiwodschap Lubusz. Kunowice, dat overigens uit niet veel meer bestaat dan enkele straten, geniet in de spoorwegwereld bekendheid vanwege de voormalige status van grensstation tussen Duitsland en Polen en de spoorlijn tussen Berlijn en Warschau. Het voormalige, zeer grote, stationsgebouw ligt er anno 2009 vervallen bij.
Kunowice ligt direct ten zuidoosten van het Duitse Frankfurt en had in 2008 700 inwoners.

## Geschiedenis
De eerste vermelding van het dorp dateert van 1337. Vermoedelijk werd al in de 13e eeuw de kerk van het dorp gebouwd. In 1399 kocht het naburige Frankfurt (Oder) het dorp met op dat moment 40 hectare grond en twee watermolens.
Op 1 augustus 1759 werd het dorp, aan het einde van de Zevenjarige Oorlog, door de Russen bezet, en op 11 augustus in brand gestoken. Op 12 augustus van dit jaar vond de Slag bij Kunersdorf plaats, die door de coalitie van Russische en Oostenrijkse troepen werd gewonnen, waardoor de oorlog ten einde was.
Begin februari 1945 kwam het in Kunowice tot zware gevechten tussen het Russische Rode Leger en de Duitse Wehrmacht. Op 3 februari werd het dorp door het Russische leger aangevallen. Hierbij kwam het tot hevig verzet, waarbij het Russische leger zware verliezen leed, maar desondanks enkele huizen kon innemen. Op 6 februari viel Kunowice definitief. Door de verschuiving van de grens na de Tweede Wereldoorlog werd Kunowice Pools grondgebied, en werd het in 1975 bij het woiwodschap Gorzów ingedeeld. Vanaf 1999 hoort het bij het woiwodschap Lubusz.